# 河狸香

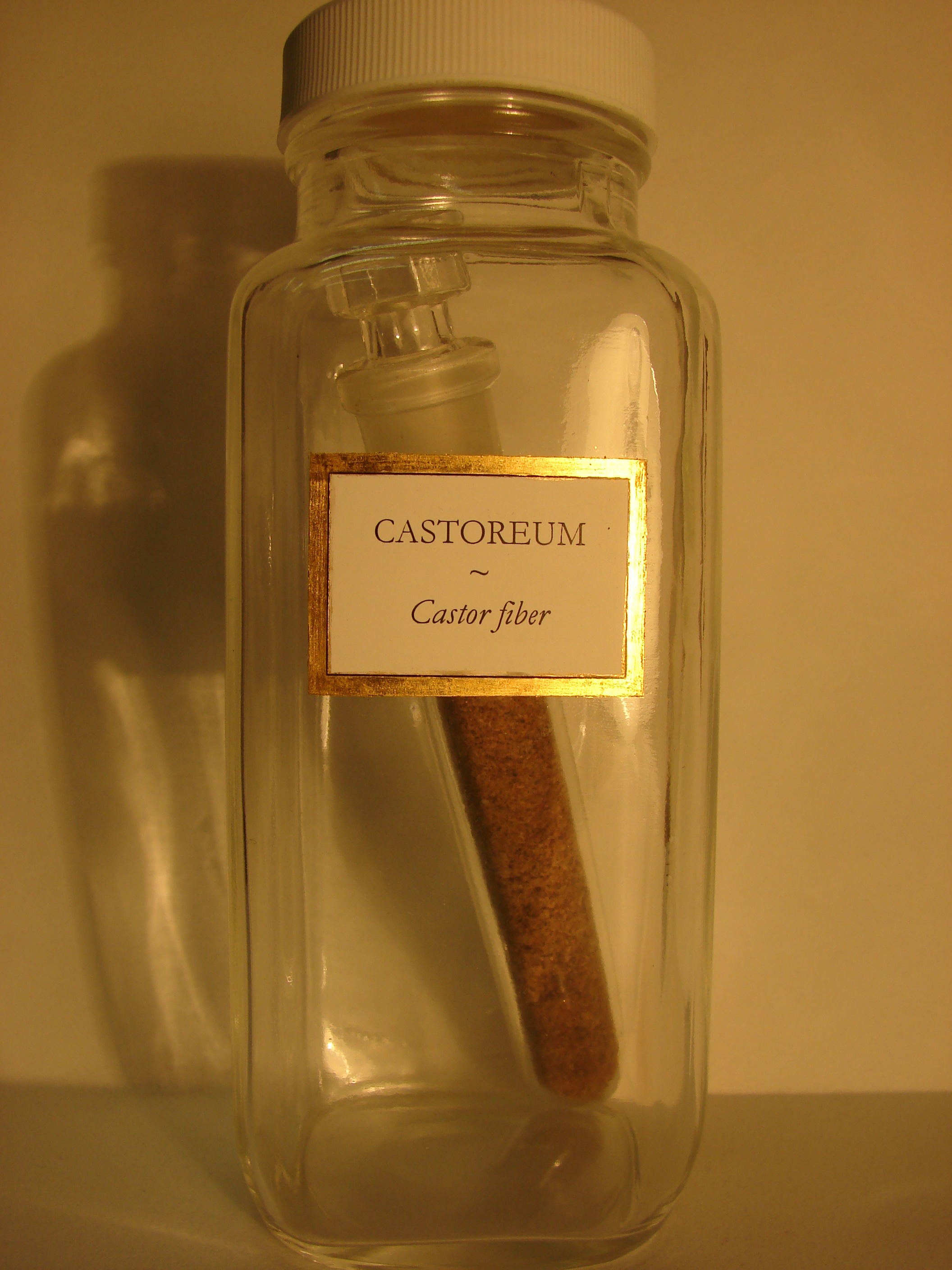
河狸香

河狸香或海狸香（英語：Castoreum）是河狸的生殖器官附近一对梨状腺囊的分泌物，是一種動物性香料，原形態具有令人不愉快的動物氣味，但經高度稀釋後會產生香味。从公元9世纪起被人使用，最早的使用者是阿拉伯人。新鲜时呈奶油状，经日晒或熏乾後变成红棕色的樹脂狀物質；它在一些香水中用作酊劑，並用作食品添加劑。